# Wakkyanai (Z)
«Wakkyanai (Z)» (わっきゃない(Z)) es el cuarto sencillo no oficial de Cute. Fue lanzado bajo el sello de Zetima el 29 de julio de 2006.

## Miembros presentes en el sencillo
- Erika Umeda
- Maimi Yajima - Líder
- Megumi Murakami
- Arihara Kanna
- Saki Nakajima
- Airi Suzuki
- Chisato Okai
- Mai Hagiwara

## Información del sencillo
| # | Información del sencillo |
| - | --- |
| 4 | - Fecha de Lanzamiento: 29 de julio de 2006 - Centro: Megumi Murakami - Vocalista Principal: Airi Suzuki, Megumi Murakami - Vocalistas secundarias: Kanna Arihara , Chisato Okai |

- Datos: Q3120395